# Еранка (приток Берёзовой)
Еранка — река в России, протекает в Чердынском районе Пермского края. Устье реки находится в 83 км по левому берегу реки Берёзовая. Длина реки составляет 15 км.
Исток реки в холмах западных предгорий Северного Урала в 16 км к юго-востоку от посёлка Валай. Река течёт на север по ненаселённой холмистой местности. Течение быстрое, временами бурное. Впадает в Берёзовую в 13 км к востоку от посёлка Валай.

## Данные водного реестра
По данным государственного водного реестра России относится к Камскому бассейновому округу, водохозяйственный участок реки — Кама от водомерного поста у села Бондюг до города Березники, речной подбассейн реки — бассейны притоков Камы до впадения Белой. Речной бассейн реки — Кама.
Код объекта в государственном водном реестре — 10010100212111100006093.